# Muzeum Fotografii w Zamościu
Muzeum Fotografii w Zamościu – prywatna placówka muzealna gromadząca eksponaty z dziedziny fotografii, historii fotografii, techniki fotograficznej; prezentująca zabytkowy sprzęt fotograficzny oraz stare negatywy i fotografie.

## Charakterystyka
Muzeum Fotografii w Zamościu otwarte 22 maja 2015 roku z inicjatywy Adama Gąsianowskiego – zamojskiego fotografa, kolekcjonera oraz miłośnika starej fotografii. Celem działalności placówki jest udostępnienie, eksponowanie kolekcji zabytkowych aparatów fotograficznych, kamer, światłomierzy, lamp błyskowych, powiększalników, zabytkowego wyposażenia ciemni fotograficznej oraz innych starych akcesoriów fotograficznych; starych negatywów, starych fotografii – zbioru liczącego kilka tysięcy sztuk (m.in. tekturowe fotografie wizytowe oraz fererotyp – zdjęcie na stalowej płytce). Najstarsze eksponaty (aparaty fotograficzne oraz fotografie) pochodzą z lat 50. XIX wieku. Dużą część starych fotografii stanowią zdjęcia przedwojennych zamojskich fotografów – m.in. Antoniego Jabłońskiego, Jana Strzyżowskiego, Antoniego Suchowierza i Wincentego Suchowierza. Na wyposażeniu placówki jest kolumnowy fotoplastykon ze zdjęciami stereoskopowymi (58 sztuk).

## Działalność
Muzeum Fotografii w Zamościu oprócz działalności ekspozycyjnej prowadzi działalność wystawienniczą – prezentuje (czasowe) wystawy fotograficzne, głównie zdjęć będących w zbiorach placówki. Placówka dysponuje własną ciemnią fotograficzną, w której prowadzi działalność edukacyjną (dzieci i młodzieży) dotyczącą obróbki fotograficznej zdjęć.

## Ekspozycja
- fotografie[10][11][12][6][13][14][15];
- negatywy (szklane płytki);
- aparaty fotograficzne[16][17][18][19][20];
- lampy spaleniowe i błyskowe;
- żarówki fotograficzne;
- obiektywy;
- światłomierze;
- sprzęt ciemniowy;
- sprzęt studyjny;
- akcesoria fotograficzne;
- oliwiarki do aparatów mieszkowych;

Źródło.